# وليام أزانور
وليام أزانور (بالإنجليزية: William Azanor) (مواليد 28 يونيو 1959) هو ملاكم نيجيري، مثّل بلاده في الألعاب الأولمبية الصيفية 1980.

## روابط خارجية
وليام أزانور على موقع أوليمبيديا (الإنجليزية)